# لويس غونزاليس بوسادا
لويس غونزاليس بوسادا (بالإسبانية: Luis Gonzales Posada)‏ هو محامي وسياسي بيروفي، ولد في 30 يوليو 1945 في إيكا في بيرو. حزبياً، نشط في التحالف الثوري الشعبي الأمريكي. وقد انتخب عضو مجلس الشيوخ البيروفي ‏ وانتخب Minister of Justice and Human Rights ‏ وانتخب وزير الخارجية ‏.